# Birgitta Egerbladh
Kerstin Birgitta Egerbladh, född 13 januari 1956 i Umeå, är en svensk koreograf, kompositör och dansare.
Birgitta Egerbladh är självlärd inom musiken; under tonåren skrev hon teatermusik och en jazzoktett till sin fars jazzgrupp. Hon studerade vid Danshögskolans pedagoglinje 1978–1980. Efter studierna har hon sedan 1981 koreograferat vid Stockholms stadsteater, Kungliga Baletten, Göteborgsoperans balett, Norrbottensteatern och Moderna dansteatern samt arbetat med vokalensemblen Voces Nordicae.
Hon tilldelades Cullbergstipendiet av Konstnärsnämnden 2001 samt som första koreograf Svenska Dagbladets Thaliapris 2004. Hösten 2008 regisserade hon den kritikerrosade föreställningen Det är vi som är hemgiften som skrevs och sattes upp av humorgruppen Klungan, vilka hon även regisserade 2011 i deras Se oss flyga över scenen i fruktansvärda hastigheter.
Birgitta Egerbladh är sondotter till Ossian Egerbladh och brorsdotter till musikern Berndt Egerbladh.

## Teater

### Koreografi
| År   | Produktion                                           | Upphovsmän                          | Regi               | Teater                  |
| ---- | ---------------------------------------------------- | ----------------------------------- | ------------------ | ----------------------- |
| 1985 | Sommarnöjet                                          | Carlo Goldoni                       | Göran O Eriksson   | Stockholms stadsteater  |
| 1987 | Kurage och hennes barn                               | Bertolt Brecht                      | Ragnar Lyth        | Stockholms stadsteater  |
| 1996 | Varför kysser alla Solveig?                          |                                     |                    | Göteborgs stadsteater   |
| 1998 | Hemliga rum                                          |                                     |                    | Moderna dansteatern     |
| 2000 | Det är långt mellan gårdarna                         |                                     |                    | Norrbottensteatern      |
| 2000 | Och där emellan                                      |                                     |                    | Kungliga Operan         |
| 2001 | From Me to You                                       |                                     |                    | Göteborgsoperan         |
| 2003 | Händelser i hemmet                                   |                                     |                    | Teater Pero             |
| 2004 | Tjechovträdgården                                    |                                     |                    | Stockholms stadsteater  |
| 2004 | Hjälten                                              | John Millington Synge               | Thommy Berggren    | Stockholms stadsteater  |
| 2005 | Köra och vända eller Dit jag längtar så              |                                     |                    | Stockholms stadsteater  |
| 2005 | When they talk and dance                             |                                     |                    | Dansens hus             |
| 2007 | Mitt hjärta brister                                  |                                     |                    | Folkoperan              |
| 2008 | Flight and falling                                   | Voces Nordicae                      |                    | turné                   |
| 2008 | Det är vi som är hemgiften                           | Klungan                             | Birgitta Egerbladh | turné                   |
| 2009 | Stor och liten                                       | Botho Strauss                       |                    | Stockholms stadsteater  |
| 2010 | Kom ta min hand                                      |                                     |                    | Folkteatern i Gävleborg |
| 2011 | Se oss flyga över scenen i fruktansvärda hastigheter | Klungan                             | Birgitta Egerbladh | turné                   |
| 2015 | En slavisk dans                                      | Staffan Göthe                       | Rikard Lekander    | Örebro länsteater       |
| 2017 | Som i en dröm                                        |                                     | Birgitta Egerbladh | Uppsala stadsteater     |
| 2017 | Bråttom, bråttom                                     | Mattias Fransson och Sven Björklund | Birgitta Egerbladh | Dramaten                |

### Roller (ej komplett)
| År   | Roll | Produktion                                     | Regi            | Teater        |
| ---- | ---- | ---------------------------------------------- | --------------- | ------------- |
| 1979 | Bébe | A Chorus Line Marvin Hamlish och Edward Kleban | Michael Bennett | Oscarsteatern |

## Priser och utmärkelser
- 2001 – Cullbergstipendiet av Konstnärsnämnden
- 2004 – Svenska Dagbladets Thaliapris
- 2013 – hedersdoktor vid humanistiska fakulteten vid Umeå universitet [7]
- 2017 – Per Ganneviks stipendium